# Chaetendophragmia britannica
Chaetendophragmia britannica är en svampart som beskrevs av P.M. Kirk 1981. Chaetendophragmia britannica ingår i släktet Chaetendophragmia, divisionen sporsäcksvampar och riket svampar.   Inga underarter finns listade i Catalogue of Life.